# Аброкома
Аброкома, або Шиншиловий щур (Abrocoma) — рід гризунів, який є ендемічним для Південної Америки. Новолатинське слово Abrocoma походить з грецької та перекладається "м'яковолосий" (Етимологія: грец. ἁβρός — «делікатний», грец. κόμη — «волосся»)
За винятком кількох досліджень видів Abrocoma vaccarum з Аргентини та Abrocoma bennetti з Чилі (Braun and Mares, 1996) природознавство Шиншилових щурів дуже бідне. Останні дослідження проведені в Болівії говорять, що 1) вони мають деревну діяльність, 2) вони, можливо спеціалізовані рослиноїдні, що харчуються листям дерев роду Polylepis 3) вони мають денну діяльність, і 4) вони досить тямущі.

## Види
- Родина Аброкомові (Abrocomidae)
  - Рід Шиншиловий щур (Abrocoma)
    - Аброкома Бенета (Abrocoma bennettii)
    - Аброкома болівійський (Abrocoma boliviensis)
    - Аброкома Будіна (Abrocoma budini)
    - Аброкома Аши (Abrocoma cinerea)
    - Аброкома Фаматіна (Abrocoma famatina)
    - Аброкома Сьєрра-дель-Тонталь (Abrocoma shistacea)
    - Аброкома Успалата (Abrocoma uspallata)
    - Аброкома Мендоси (Abrocoma vaccarum)